# Hilarion Roux
Hilarion Roux, marquis d'Escombreras, né le 7 mai 1819 à Marseille et mort le 26 juillet 1898 à Paris, est un homme d'affaires français.

## Biographie
Jules Hilarion Roux est le fils de Joseph Hilarion Roux, négociant-banquier (Banque Roux de Fraissinet et Cie), régent de la Banque de Marseille, correspondant marseillais de la banque Rothschild, et d'Elisabeth Rose Albanély.
Envoyé en Espagne par son père et les Rothschild en 1842, il arrive avec des facilités financières considérables. Il déplace rapidement ses bureaux d'Alicante à Carthagène. En 1846, il se retrouve à la tête d'un important appareil industriel. Il diversifie ses activités la prise de participations au sein des sociétés de mines de plomb argentifère et de petites fonderies dans toute la sierra de Carthagène. 

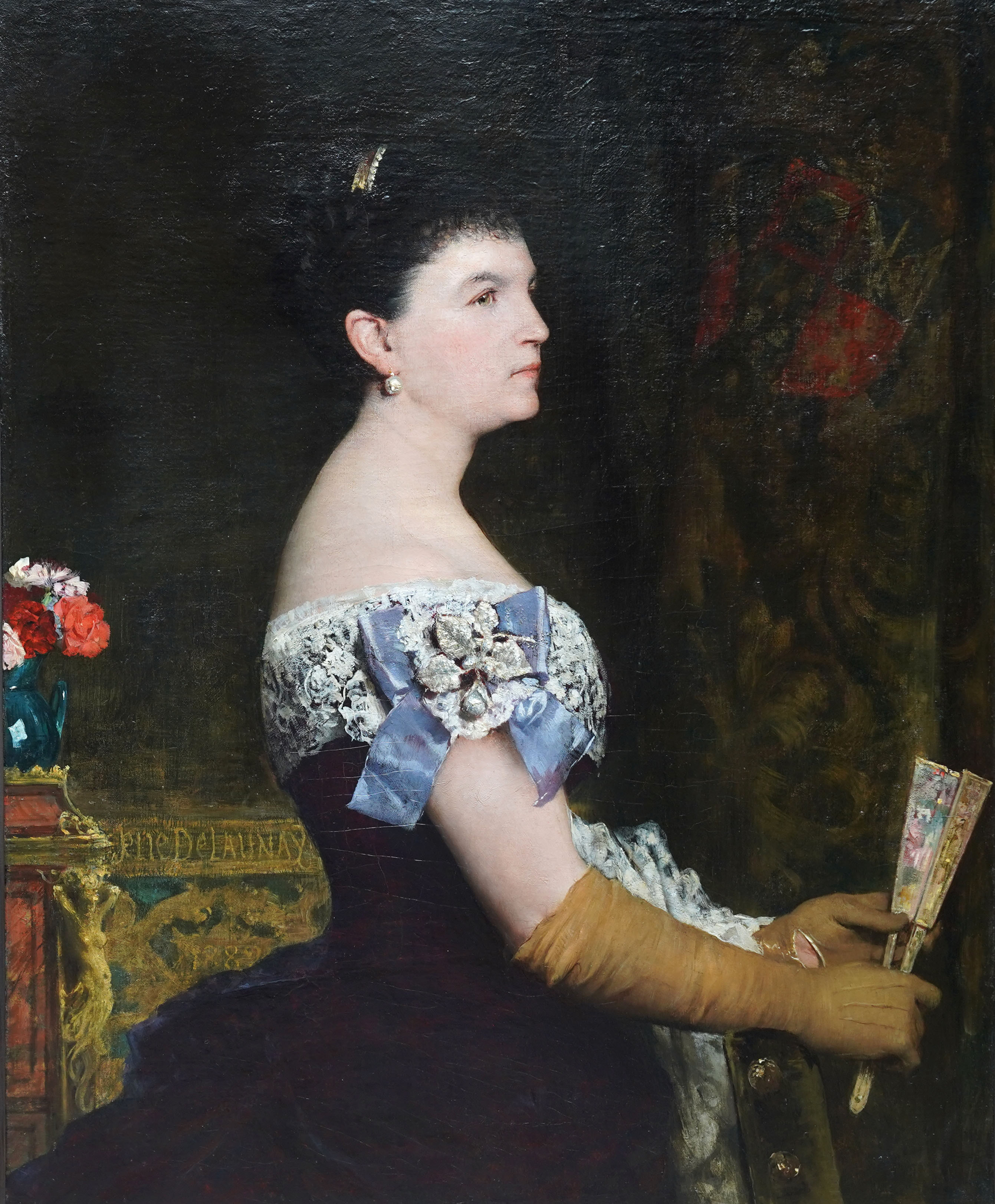
Portrait de son épouse, par Jules-Élie Delaunay.

En 1844, il épouse une espagnole, Trinidad de Aguirre, fille de José de Aguirre, officier de marine.
En 1881, il fusionne Escombreras avec la compagnie belge du Bleyberg pour former la Compagnie française des mines et usines d'Escombrera-Bleyberg. L'actionnariat des sociétés d'Hilarion Roux est systématiquement composé d'un groupe marseillais, auxquels se rattachent ses beaux-frères Aguirre, un groupe parisien (Édouard Dervieu, Robert et Henri de Wendel, etc) et un groupe belge. S'il conserve toujours la présidence des sociétés, la majorité des actions de la société passe aux mains des Seillière, Demachy et Wendel, influents noms du Comité des forges. 
Le krach de la banque catholique l'Union générale de Paul Eugène Bontoux en janvier 1882, entraine des ruines nombreuses dont celle de la banque « Roux de Fraissinet ».